# Cyperus centralis
Cyperus centralis är en halvgräsart som beskrevs av Karen Louise Wilson. Cyperus centralis ingår i släktet papyrusar, och familjen halvgräs. Inga underarter finns listade i Catalogue of Life.